# Пуститися берега (сезон 1)
Прем'єра першого сезону американської телевізійної драми Пуститися берега відбулася 20 січня 2008 року. Вихід нових епізодів тривав до 9 березня 2008 року. Він складався з 7 епізодів, кожен тривалістю 47 хвилин, за винятком пілотного випуску, він тривав 57 хвилин. Нові епізоди транслювалися на території США щонеділі о 10 вечора на кабельному телеканалі AMC. Спочатку планувалося випустити 9 епізодів, але у зв'язку зі страйком сценаристів їх кількість було урізано до семи.

## Сюжет
Волтер Вайт (Браян Кренстон) працює вчителем хімії в середній школі, живе зі своєю дружиною Скайлер і сином Волтером молодшим, який хворий на дитячий параліч. Його життя сильно змінюється після того як у нього виявляють рак легень. Волтер вирішує зайнятися виробництвом наркотиків, для того щоб залишити достатній спадок своїй сім'ї. Він використовує свої знання для того щоб разом зі своїм колишнім учнем, Джессі Пінкманом, варити метамфетамін.
Вони намагаються продати свій товар наркодилеру по кличці «Крейзі-8», але той підозрює, що Волтер поліцейський і вирішує вбити його і Джессі. Їм дивом вдається врятуватися. Волтер глибоко стурбований подією і вирішує порвати зв'язки з Джессі. Повернувшись додому, Волтер разом з сім'єю обговорюють його хворобу і в результаті його переконують пройти курс лікування.
Волтер відхиляє всі пропозиції фінансової допомоги від свого свояка Хенка, який є агентом відділу по боротьбі з наркотиками, і своєю багатою знайомої Гретхен. Замість цього він вирішує повернутися до своєї незаконної діяльності, а свою сім'ю переконує, що гроші він отримує від Гретхен. Волтер і Джессі приймають рішення продавати товар крупному дистриб'ютору Туко. Для збільшення обсягів виробництва, вони крадуть з хімічного складу бочку метиламіну. Щоб приховати свою особистість, Волтер бере псевдонім — Гейзенберг.

## Команда

### Основний склад
- Браян Кренстон — Волтер Вайт
- Анна Ганн — Скайлер Вайт
- Аарон Пол — Джессі Пінкман
- Дін Норріс — Хенк Шрейдер
- Бетсі Брандт — Марі Шрейдер
- ЕрДжей Мітт — Волтер Вайт молодший

### Другорядний склад
- Стівен Майкл Квезада — Гомез
- Кармен Серано — директор школи
- Джессіка Хехт — Гретхен Шварц
- Реймон Крус — Туко Саламанка
- Денні Трехо — Тортуга

## Епізоди
| № | Назва                                                | Режисер        | Сценарій       | Дата прем'єри  | К-сть глядачів у США (млн) |
| - | ---------------------------------------------------- | -------------- | -------------- | -------------- | -------------------------- |
| 1 | «Pilot» «Пілотна серія»                              | Вінс Ґілліган  | Вінс Ґілліган  | 20 січня 2008  | 1.41                       |
| 2 | «Cat's in the Bag…» «Кіт у мішку…»                   | Адам Бернштейн | Вінс Ґілліган  | 27 січня 2008  | 1.49                       |
| 3 | «…And the Bag's in the River» «… і мішок у ріці»     | Адам Бернштейн | Вінс Ґілліган  | 10 лютого 2008 | 1.08                       |
| 4 | «Cancer Man» «Раковий хворий»                        | Джим МакКей    | Вінс Ґілліган  | 17 лютого 2008 | 1.09                       |
| 5 | «Gray Matter» «Сіра речовина»                        | Тріша Брук     | Петті Лін      | 24 лютого 2008 | 0.97                       |
| 6 | «Crazy Handful of Nothin'» «Жменя нічого»            | Бронвен Х'юз   | Джордж Мастрас | 2 березня 2008 | 1.07                       |
| 7 | «A No-Rough-Stuff-Type Deal» «Бізнес «по-дорослому»» | Тім Хантер     | Пітер Ґулд     | 9 березня 2008 | 1.50                       |